# Lingua coriaca
La lingua coriaca , o coriacca (nome nativo: чавʼчывэн, čawčyven, o нымылан, nymylan; in russo корякский язык?, korjakskij jazyk), è una lingua parlata in Kamčatka, nel circondario dei Coriacchi. È utilizzata da circa 1670 persone, in un gruppo etnico di 7970, secondo un censimento del 2010.
Il primo libro in questa lingua fu Jissa kalelal pubblicato nel 1931, seguito da dizionari, grammatiche e libri di testo.
Studiato nelle scuole primarie locali come una materia. Il coriaco è affine alla lingua ciukcia.

## Dialetti
La lingua è nota come Čawčyven presso i Coriacchi dell'entroterra, nomadi e dediti all'allevamento della renna, mentre è denominata Nymylan dai Coriacchi delle zone costiere, stanziali e dediti alla pesca.
Si contano ben 11 varietà dialettali coriache; tra queste le principali sono denominate Apuka, Itkan, Kamen, Paren, Gin e Palan.
Taluni dialetti, come Palan e Kamen, non sono mutualmente intellegibili.
In passato si considerava anche la lingua del gruppo etnico degli Alutor come un dialetto del Coriaco.

## Alfabeto
| А а | Б б | В в | В' в' | Г г | Г' г' | Д д | Е е |
| Ё ё | Ж ж | З з | И и   | Й й | К к   | Ӄ ӄ | Л л |
| М м | Н н | Ӈ ӈ | О о   | П п | Р р   | С с | Т т |
| У у | Ф ф | Х х | Ц ц   | Ч ч | Ш ш   | Щ щ | Ъ ъ |
| Ы ы | Ь ь | Э э | Ю ю   | Я я |       |     |     |